# Orquestra Afro-Brasileira
A Orquestra Afro-Brasileira foi uma orquestra que existiu no Rio de Janeiro. Fundada em 10 de abril de 1942, durou até 1970.
Foi formada por iniciativa do músico mineiro Abigail Moura. Moura fez a junção de instrumentos de sopro ocidentais (trompetes, trombones e saxofones) com um naipe de percussão composto por instrumentos africanos e afro-brasileiros: agogô, atabaque, adejá, urucungo, angona puíta, rum, rumpi, lé, urucungo, etc. 
Nas suas apresentações Moura, autor de todas as composições que permearam as apresentações do grupo que foram somente em torno de uma centena, realizava verdadeiro ritual religioso apresentando oferendas aos atabaques, banho de folhas e outros elementos da religiosidade de matriz africana. Com a morte de seu fundador, a Orquestra foi extinta.
Em matéria de 1969 no jornal Correio da Manhã, Oziel Peçanha informa que a orquestra, fundada no Rio e considerada de utilidade pública estadual (Lei 1 656), realizava seus ensaios nos estúdios da emissora de rádio do Ministério da Educação e Cultura. Ele registrou: "Composta de vinte e cinco figuras, essa orquestra tem sido uma das páginas teóricas para a observância da doutrina que nos foi legada pelos nossos antepassados, consequentemente, uma das fontes para os estudiosos da sociologia, da antropologia, da etnografia e das liturgias afro, afro-brasileira e afro-ameríndia".
Peçanha continua sua resenha: "A Orquestra Afro-Brasileira, “a única no gênero em todo o mundo” (nas expressões dos críticos Martin Casanovas - espanhol e Carlos Roman, mexicano) tem os seus cantos ritualistas apoiados na polirritmia formada pelos instrumentos primitivos (sic) (...) de procedência da África secular...", esclarecendo ainda que "nos concertos realizados pela orquestra, cada número a ser executado é precedido da leitura de textos explicativos". Ela "expressa a vida do negro no seu “aleiloamento nos mercados” de Água dos Meninos (na antiga São Salvador - Bahia) e do Valongo (Rio de Janeiro), incluindo-se, também, o de Recife (Pernambuco)".
Foi influência para a criação de outras iniciativas semelhantes, como a Orquestra Afrosinfônica da Bahia, ou a Orkestra Rumpilezz de 2006.

## Discografia
A orquestra produziu dois discos, hoje considerados raros:
- Obaluayê (1957) (relançado como CD, em 2003[3])
- Orquestra Afro-Brasileira (1968)